# ARL 44
ARL 44 – francuski czołg ciężki, pierwszy czołg opracowany we Francji po zakończeniu II wojny światowej.

## Historia konstrukcji
W chwili rozpoczęcia wyzwalania Francji w 1944 roku rozpoczęto pracę nad wznowieniem produkcji sprzętu wojskowego w wytwórniach francuskich, w tym także czołgów. Takim właśnie pojazdem był opracowywany od 1944 roku czołg ciężki. Jego konstrukcję oparto na produkowanym przed II wojną światową czołgu Char B1. Do jego napędu wykorzystano zdobyczne niemieckie silniki Maybach HL 230. Były one używane w niemieckich czołgach ciężkich Tiger oraz średnich Panther. Prototyp czołgu został opracowany w wytwórni Atelier de Rueil (ARL) i otrzymał oznaczenie ARL 44. Był on gotowy w 1946 roku. Wyposażono go w wieżę typu ACL 1 z armatą kal. 76 mm. Stwierdzono jednak, że jest ona zbyt słaba. Dlatego też do produkcji seryjnej w 1947 roku wprowadzono czołg wyposażony w wieżę typu Schneider wyposażoną w armatę morską DCA45 kal. 90 mm. Produkcja trwała do 1950 roku i została zakończona wobec braku silników. Zbudowano 60 czołgów ARL 44.

## Użycie
Czołgi ARL 44 w 1950 roku zostały wprowadzone na uzbrojenie 503 pułku czołgów, który wcześniej używał zdobycznych niemieckich czołgów Panther. Użytkowano je do lat sześćdziesiątych, gdy zastąpiły je czołgi podstawowe AMX-30. 

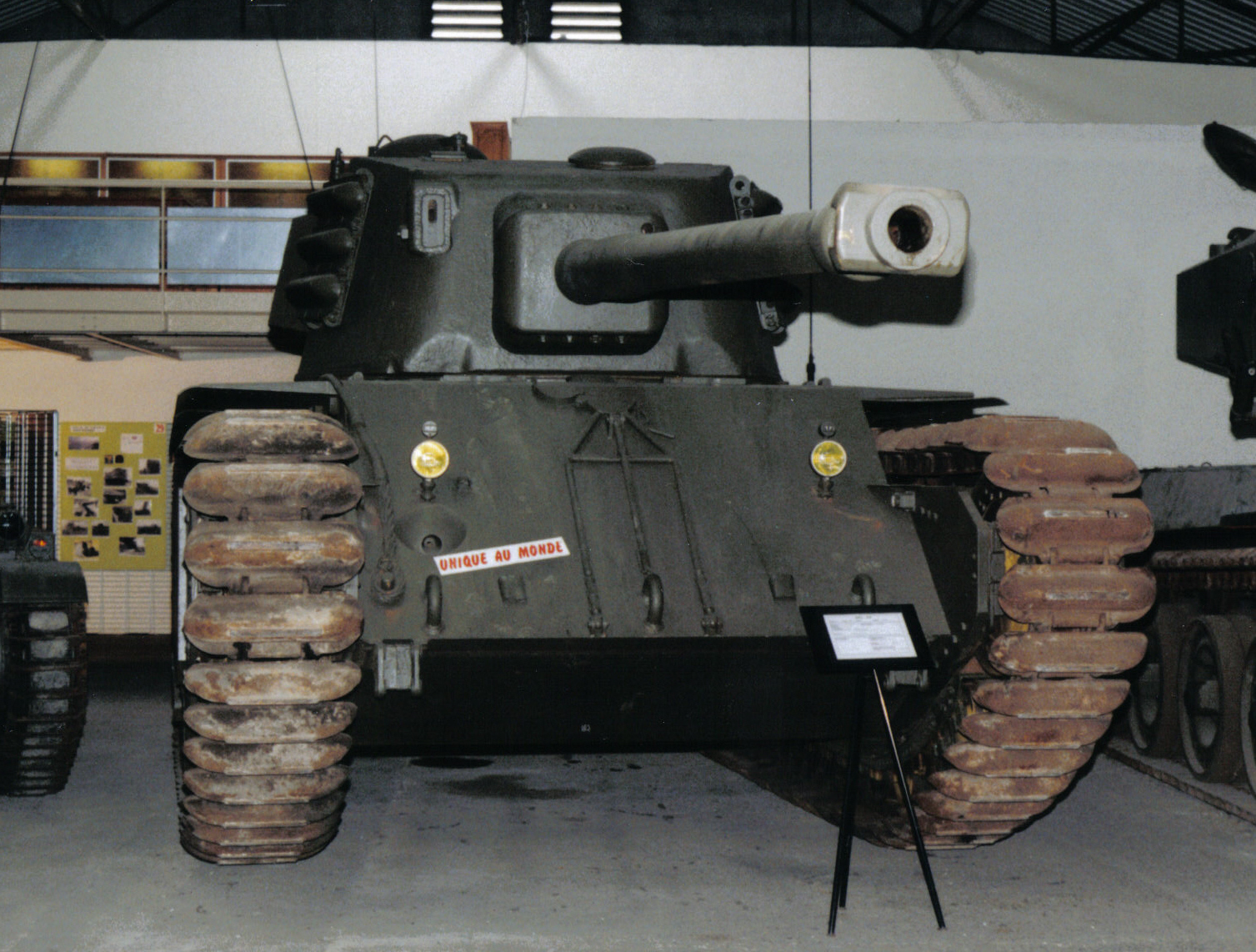
Czołg ARL 44 w muzeum broni pancernej w Saumur

Jeden z czołgów ARL 44 znajduje się w muzeum broni pancernej w Saumur.